# Retusa instabilis
Retusa instabilis is een slakkensoort uit de familie van de Retusidae. De wetenschappelijke naam van de soort is voor het eerst geldig gepubliceerd in 1971 door Minichev.